# 照井貴大
照井 貴大（てるい たかひろ、1991年1月21日 - ）は、ジャパンラグビーリーグワン三菱重工相模原ダイナボアーズに所属するラグビー選手。

## プロフィール
- 秋田県出身[1]。
- ポジションはロック(LO)。
- 身長 190 cm、体重 108 kg
- ニックネームはテル。
- 国体の秋田県代表に選ばれたことがある[2]。

## 略歴
ラグビーを始めたきっかけはタッチフットが楽しそうだったから。
明桜高校、専修大学、秋田ノーザンブレッツラグビーフットボールクラブ、タカプナを経て、2017年、リコーブラックラムズ(現・リコーブラックラムズ東京)に加入。
2018年、三菱重工相模原ダイナボアーズに加入。